# Lesní divadlo u Srbské Kamenice

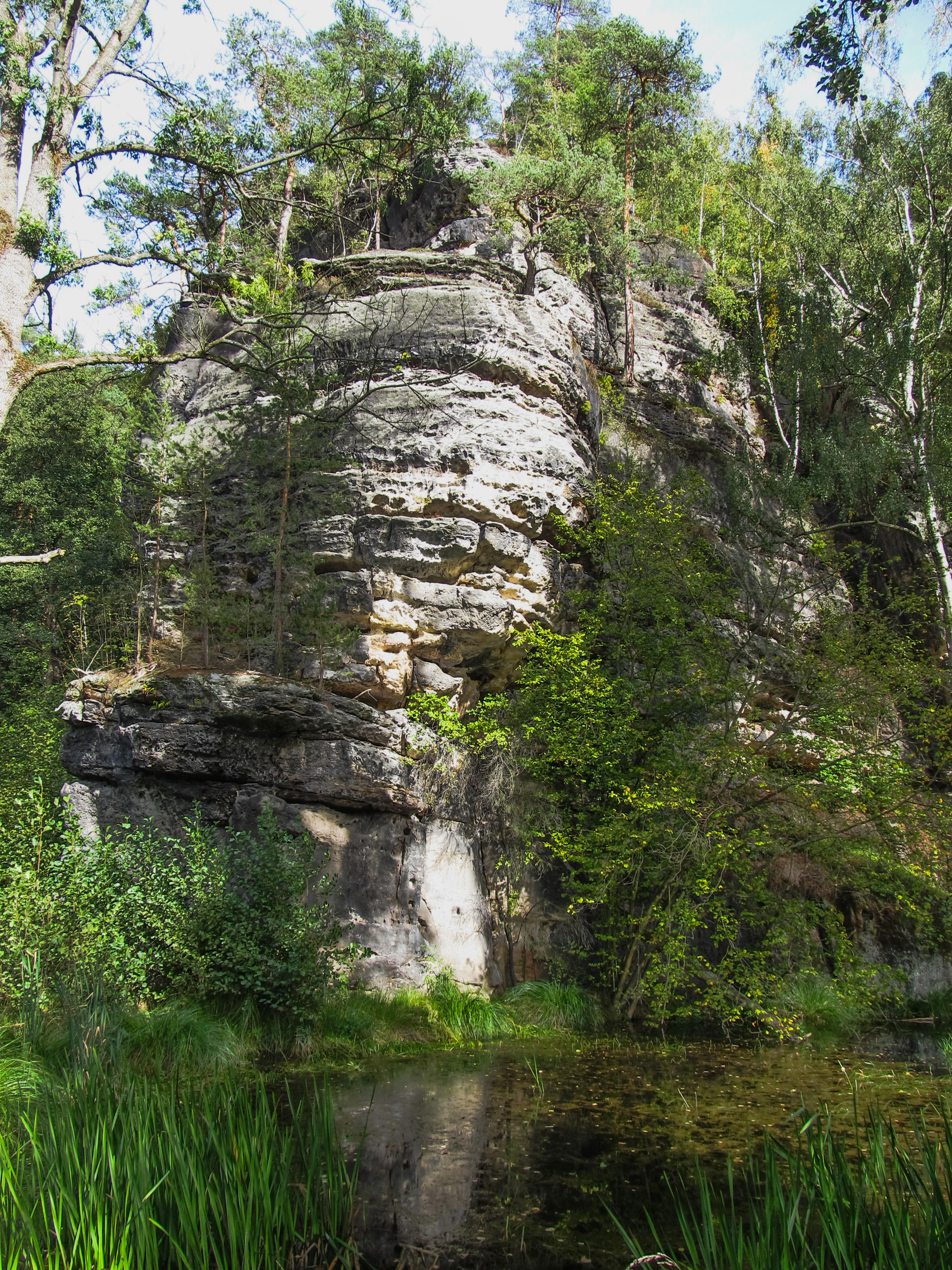
Skála nad Jezírkem pod vyhlídkou

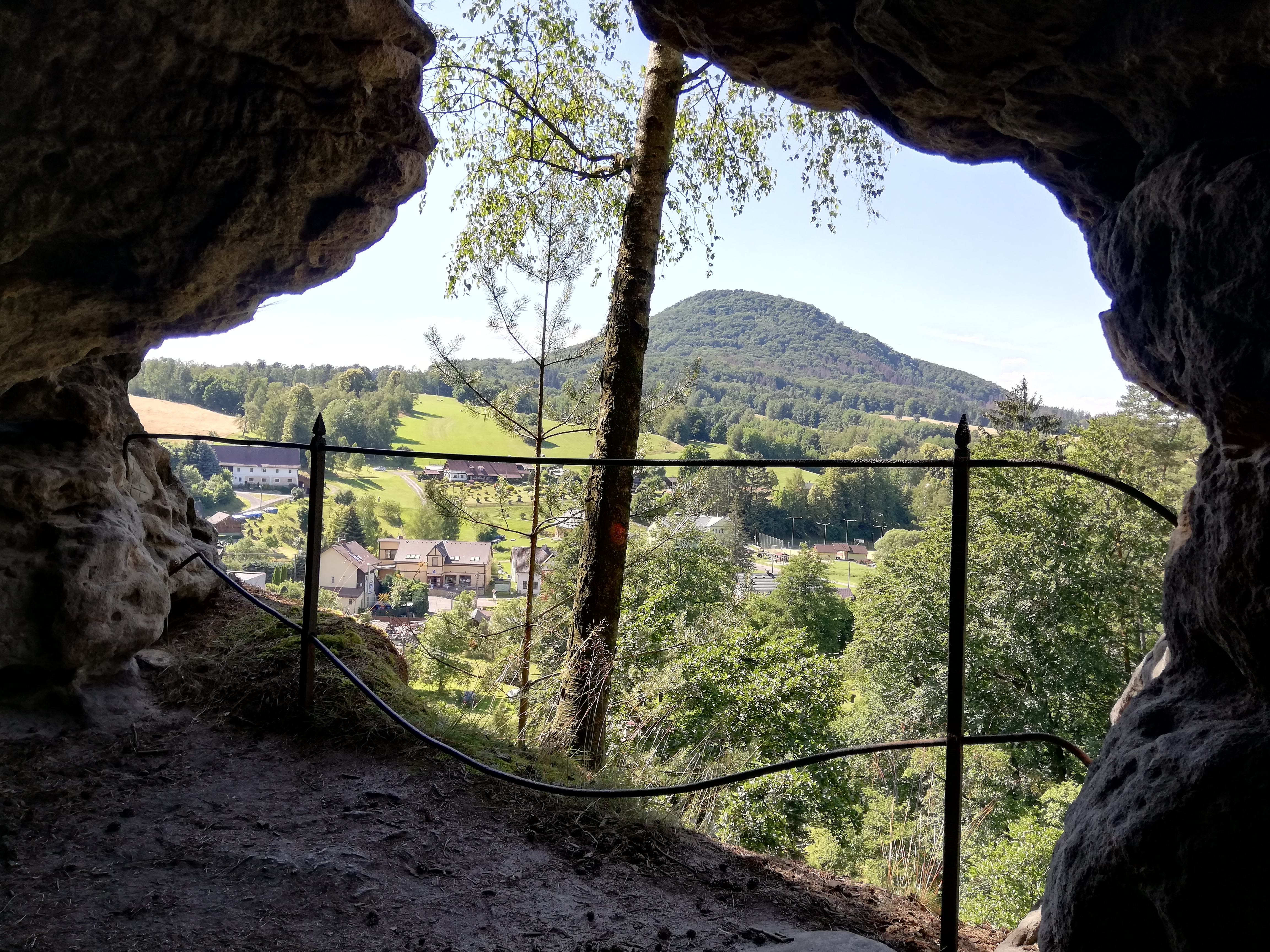
Růžovský vrch u Srbské Kamenice, pohled z jeskyně Kriegsloch nad Srbskou Kamenicí

Lesní divadlo u Srbské Kamenice se nachází v okrese Děčín v Ústeckém kraji v nadmořské výšce asi 230 m nad Srbskou Kamenicí v kopci nad řekou Kamenice.

## Historie
Založení ochotnického divadla v Srbské Kamenici se datuje do roku 1867. Srbskokamenčtí divadelníci hrávali původně v místním hostinci, ale po jeho druhém požáru začali uvažovat o vybudování lesního divadla, které zamýšleli situovat v pískovcových skalách nad jezírkem nad řekou Kamenicí. Nakonec bylo lesní divadlo (jako náhrada za divadelní scénu v místní hospodě) vybudováno spolkem amatérských divadelníků v roce 1924 (nedaleko vyhlídky nad Jezírkem a tzv. „válečného domečku“ – jeskyně Kriegsloch) a hrálo se v něm od roku 1924 až do začátku druhé světové války. V roce 1945 již nebyla činnost místních divadelníků obnovena a někdy v letech 1947 až 1950 byl objekt lesního divadle dokonce stržen a divadlo bylo prakticky zničeno. Obec Srbská Kamenice začala v roce 2013 areál upravovat a téhož roku zde bylo sehráno srbskokamenickými ochotníky i první divadelní představení po sametové revoluci. V lesním (skalním) divadle nad Srbskou Kamenicí se příležitostně hraje.

## Dostupnost
Od pošty u silnice v Srbské Kamenici vede žlutá turistická značka směrem k obci Janská (v údolí řeky Kamenice). Po překonání mostku přes řeku Kamenici pokračuje tato značená cesta kolem Jezírka až k odbočce na vyhlídku nad Jezírkem (od pošty k odbočce je to asi 300 metrů chůze). Zde je třeba odbočit vlevo a vydat se (po žlutě značené odbočce) do skalnatého kopce až k samotné vyhlídce (od rozcestí k vyhlídce je to asi 120 m chůze do svahu). V blízkosti vyhlídky nad Jezírkem se nachází jeskyně Kriegsloch. Od konce žlutě značené odbočky k vyhlídce nad Jezírkem pak pokračuje (severním směrem) neznačená lesní cesta prakticky až ke krátké odbočce, jenž turistu zavede až ke skalnímu divadlu (po neznačené cestě je to k amfiteátru skalního divadla asi 170 metrů chůze). Zpáteční cestu z tohoto letního kulturního areálu do Srbské Kamenice je možno absolvovat po značené naučné stezce (NS) Srbská Kamenice. Naučná stezka vede až k odpočinkovému místu Srbská Kamenice a přivede turistu zpět k řece Kamenici (do místa poblíž obecního úřadu) a to na stejnou silnici, jen asi 130 m severněji od výchozího bodu (u pošty) v Srbské Kamenici. Celková délka návratové trasy (tj. od divadla k mostku přes Kamenici u odpočinkového místa) je asi 290 metrů.